# عبد الله بن سعيد السمي الجعلاني
القاضي الشيخ عبدالله بن سعيد السمي الجعلاني هو شخصية تاريخية عُمانية معروفة بتوليه القضاء في ولاية جعلان خلال عهد الإمام عزان بن قيس. وُلد في وادي بني خالد وانتقل إلى جعلان حيث أصبح قاضيًا هناك. يُذكر أنه كان يتمتع بالفراسة وعلم الأسرار، وقد ترك إرثًا ثقافيًا وتاريخيًا غنيًا يُحكى عنه من جيل إلى آخر.
كان والده الشيخ سعيد بن عيسى السمي شخصية مهمة أيضًا، وقد عاش في القرن الثالث عشر الهجري. لا توجد الكثير من المعلومات المكتوبة عنه، لكن الروايات الشفوية والتقييدات التي دوّنها أحفاده تُشير إلى أنه كان شخصًا مقتدرًا ومحترمًا في مجتمعه.
للشيخ عبدالله بن سعيد دور بارز في القضاء والعدل، وقد عُرف بصرامته في رد الحقوق إلى أهلها. وقد خلفه ابنه الشيخ حمد عبدالله سعيد السمّي الحسني، الذي سار على خطى والده في العلم وفض الخصومات.
تُعتبر سيرة الشيخ عبدالله بن سعيد مثالًا للتراث العماني الغني وتُظهر أهمية الحفاظ على التاريخ والثقافة للأجيال القادمة.

## نسبة
الشيخ عبدالله بن سعيد بن عيسى بن راشد بن أحمد بن رجب بن حديد بن ربيع بن مسعود السمّي الجعلاني، أصله من وادي بني خالد و أنتسب إلى جعلان لطول إقامته فيها من بعد أن تولى القضاء فيها زمن الامام عزان بن قيس ( 1868-1871م) إلى وقت وفاته. وهو ينتمي إلى أسرة موسرة كريمة كان لها شأنها و حضورها الإجتماعي و العلمي، فكانت أسرة الشيخ تمتلك أموالا و نخيلا و أوقافا و مساكن بنيت من الطين و قامت أسرته كذلك ببناء مسجد في الحارة الحدرية في قرية حلفا يسمى بمسجد السميين بولاية وادي بني خالد.
قبيلة السميين مفردها السمّي بفتح السين و تشديد الميم هي قبيلة أستوطنت الحارة الحدرية من قرية حلفا بوادي بني خالد و لها أثار لا تزال واضحة للعيان، فهناك مقبرة كبيرة تُسمّى ( مقبرة السميين) و شواهد قبورها لا تزال واضحة، كما أنه يوجد مسجد يحمل اسم القبيلة و من أشهر رجالها العالم الناسخ سعيد بن عيسى بن راشد السمي والد الشيخ القاضي عبدالله بن سعيد و الذي عُرف ببرزته الشهيرة التي مارس فيها دوره الاجتماعي و الديني في التصدي لمصالح الناس و تعليمهم أمور دينهم و دنياهم و منها الفتوى و هذا ما تشير إليه التقييدات و أما أثار و رموم برزته فقد كانت تشاهد إلى فترة الثمانينات و التسعينات.

## والده
العلامة الشيخ سعيد بن عيسى السمي وقد أورد الشيخ سعيد بن عيسى نسبه هذا في متن كتابين مخطوطين ( مخطوطة / إيضاح نظم السلوك إلى حضرات ملك الملوك الذي كان تمام نسخه في 7 صفر 1274هجري ، و مخطوط صراط الهداية الذي أتم نسخه في 20 رجب 1279 هجري) حيث عاش في القرن الثالث عشر الهجري الموافق للقرن التاسع عشر الميلادي.

## أبناءة
لدى الشيخ عبدالله أبنين وهم سالم وحمد، ولدى سالم أبنه وأحده وقد توفي إثر سقوطه من فرسه أثناء السباق.
حمد ( 1900-1981) كلفه الإمام محمد بن عبدالله الخليلي بجباية الزكاة لأهل جعلان كما كلفه السلطان سعيد بن تيمور بإقامة صلاة الجمعة لأهل جعلان و قد عاش حمد إبن القاضي عبدالله متصديا لمصالح المسلمين و ذلك مثل كتابة الصكوك و الصلح بين المتخاصمين و الوكالة عن الأيتام و مسؤولا عن أوقاف المساجد و غيرها من المسؤوليات و المهام التي تشير إليها الصكوك و الوثائق التي تملكها العائلة.
تتواجد ذرية الشيخ لابنه الشيخ حمد في جعلان بني بو حسن حيث ينتسبون الآن بصفة رسمية بالحسني، وهو ليس نسب قبلي ولكن مكاني حيث يشير الحسني إلى تحزب القبائل في جعلان وبالتحديد في جعلان بني بو حسن، ومن أحفاد الشيخ القاضي الذكور عبدالله، سعيد الصايغ، مبارك، محمد، راشد، صالح، حسين، سالم. وكما أشرت بأنتسابهم المكاني فمن ذريته القاضي سالم بن مبارك الحسني بن الشيخ حمد بن الشيخ القاضي عبدالله السمّي، المؤرخ التاريخي الأستاذ صلاح بن مبارك الحسني بن الشيخ حمد بن الشيخ القاضي عبدالله السمّي والمؤرخ التاريخي الدكتور حمود بن محمد الحسني بن الشيخ حمد بن الشيخ القاضي عبدالله السمّي، ومن ذريته مريم بنت سعيد الصايغ الحسني بن الشيخ حمد بن الشيخ القاضي عبدالله السمّي حيث مريم أول النساء التحاقاً بالتعليم العام في سبعينيات القرن العشرين حيث بادر والدها سعيد الصايغ لالحاقها بالتعليم ولحقتها حينها أحد العوائل في تسجيل أبنتهم وهي فاطمة بنت عامر بن حمد.

## تعليمة وشيوخه
تتلمذ الشيخ على عدة أيادي منهم كالشيخ صالح بن علي الحارثي(ت:1896م) و الشيخ محمد بن سليم الغاربي (ت:1301هج) و الشيخ سعيد بن خلفان الخليلي(ت:1871م) كما تتلمذ على يد أبيه العلامة سعيد بن عيسى السمّي.

## بيت القضاة
هو منزل بني في فترة حكم الامام عزان بن قيس للشيخ القاضي عبدالله بن سعيد السمّي الجعلاني وذلك في ولاية جعلان بني بو حسن. البيت يقع مقابل لبيت الزعيم حمد بن مسلم بن حجي بن سعيد الحسني.
البيت ينقسم إلى قسمين الحدري “الجنوبي” للسكن و العلوي “الشمالي” للحكم، يضم البيت ما يقارب 6 غرف ، 4 من تلك الغرف كانت في الجانب العلوي “الشمالي” تتوسطهما دروازة “مدخل/بوابة” البيت، ففي جهة الشرق من الدروازة تقع السبلة “الماحة” التي بنيت بالجص و تعلو السبلة غرفة علوية بنيت من الجص أيضا،في حين بنيت الغرفتان اللتان على يمين الدروازة من الطين. القسم الشمالي من البيت و هو قسم الحكم و ممارسة مهام القضاء كانت الساحة الداخلية فيه هي المكان الذي يحبس فيه من يحكم عليهم بالسجن حيث توضع القيود في أرجلهم إلى حين اِنتهاء فترة سجنهم. و يضم البيت مطبخا من الطين وحظيرتان إحداهما للبقر و الأخرى للغنم وهناك مرابط (مراصغ) للخيول حيث كانت لديه 3 من الخيول، كما يضم البيت بئرا في وسطه و حوض ماء تابع للبئر و نخلة من نوع خصاب بجانب البئر.